# Clocher de tourmente d'Oultet
Le clocher de tourmente d'Oultet est un clocher de tourmente situé dans le hameau d'Oultet, sur la commune de Saint-Julien-du-Tournel dans le département de la Lozère.
L'édifice est inscrit aux monuments historiques depuis 1992.
Construit sur l'ancien four communal, il a l'apparence d'une église miniature.